# 川名真知子
川名 真知子（1983年9月30日—）是日本東京都出身的女性配音員。目前她是青二製作事務所旗下的聲優。她在東映動畫作品《飛天小女警Z》之中聲演「松原薰／強力毛毛」為最有名之一。

## 主要配音作品

### 電視動畫
- 爆旋陀螺 鋼鐵戰魂（曉宇宙）
- CLANNAD（牡丹、女學生）
- CLANNAD ～AFTER STORY～（牡丹、小孩、媽媽、學生）
- 初音島 第二季（女學生）
- 鬼太郎（第5作）（少年、小孩）
- 結界師（明）
- 幻影少年（女子高生）
- 精靈守護者（ノボ）
- 飛天小女警Z（松原薰／強力毛毛）
- 極速攝殺（女子高生）
- 日式麵包王（ちひろ、女子高生）

### OVA
- 櫻花大戰 紐育（凱莉）

### 特攝作品
- 牙狼<GARO>（三神官・貝爾）

### 電子遊戲
- 末世巡禮 ～再見了月之廢墟～（母親）

## 外部連結
- 青二製作網頁內的川名真知子個人檔案 （页面存档备份，存于）
- 青二製作網頁內的川名真知子詳細個人檔案PDF
- 川名真知子的部落格 （页面存档备份，存于）
- 川名真知子在動畫新聞網百科全書中的資料（英文）